# Municipio de Bowstring
El municipio de Bowstring (en inglés: Bowstring Township) es un municipio ubicado en el condado de Itasca en el estado estadounidense de Minnesota. En el año 2010 tenía una población de 230 habitantes y una densidad poblacional de 2,48 personas por km².

## Geografía
El municipio de Bowstring se encuentra ubicado en las coordenadas 47°32′35″N 93°50′8″O / 47.54306, -93.83556. Según la Oficina del Censo de los Estados Unidos, el municipio tiene una superficie total de 92.88 km², de la cual 68,73 km² corresponden a tierra firme y (26 %) 24.15 km² es agua.

## Demografía
Según el censo de 2010, había 230 personas residiendo en el municipio de Bowstring. La densidad de población era de 2,48 hab./km². De los 230 habitantes, el municipio de Bowstring estaba compuesto por el 94,78 % blancos, el 2,61 % eran amerindios, el 0,43 % eran asiáticos, el 0,43 % eran de otras razas y el 1,74 % eran de una mezcla de razas. Del total de la población el 0,43 % eran hispanos o latinos de cualquier raza.